# Antoine (Familienname)
Antoine ist ein französischer Familienname.

## Herkunft und Bedeutung
Zu Herkunft und Bedeutung siehe beim Vornamen Anton.

## Künstlername
- DJ Antoine (Antoine Konrad; * 1975), Schweizer DJ und Produzent
- Antoine (* 1944), französischer Sänger, siehe Pierre Antoine Muraccioli

## Namensträger
- André Antoine (1858–1943), französischer Bühnenleiter und Theatergründer
- André Antoine (Politiker) (* 1960), belgischer Politiker, Senator, Mitglied der Abgeordnetenkammer und Minister
- Caesar Antoine (1836–1921), US-amerikanischer Politiker
- Carnejy Antoine (* 1992), französisch-haitianischer Fußballspieler
- Denis Antoine (1733–1801), französischer Architekt und Stadtplaner
- Dominique Antoine (1845–1917), deutscher Tierarzt und Politiker, MdR
- Eddy Antoine (* 1949), haitianischer Fußballspieler
- Franz Antoine (Botaniker, 1768) (1768–1834), österreichischer Pomologe
- Franz Antoine (Botaniker, 1815) (1815–1886), österreichischer Botaniker
- François Antoine (1695–1771), Waffenträger von Ludwig XV.
- François Louis Antoine  (1744–1837), französischer General
- Gérald Antoine (1915–2014), französischer Romanist
- Heinrich Antoine-Feill (1855–1922), deutscher Rechtsanwalt; Uhrensammler und Mäzen in Hamburg
- Heinrich Frans Angelo Antoine-Feill (1819–1902), deutscher Rechtsanwalt und Kunstsammler
- Jacques Antoine (1924–2012), französischer Fernseh- und Radiojournalist
- Jonathan Antoine (* 1995), britischer Sänger (Tenor)
- Jörg Antoine (* 1968), deutscher Kirchenjurist, Konsistorialpräsident in Berlin
- Jude Saint-Antoine (1930–2023), kanadischer Geistlicher, Weihbischof in Montréal
- LaDonna Antoine (* 1974), kanadische Leichtathletin
- Lore Antoine (1895–1982), österreichische Dermatologin, Universitätslehrende und Verbandsfunktionärin
- Louis Auguste Antoine (1888–1971), französischer Mathematiker
- Louis Charles Antoine (1825–1897), französischer Physikochemiker
- Louis-Joseph Antoine (1846–1912), französischer Bergmann, Gründer des «Antoinisme» (religiöse Bewegung), siehe Antoinismus#Der Gründer
- Marc Antoine (* 1963), französischer Smooth-Jazz-Gitarrist
- Matthew Antoine (* 1985), US-amerikanischer Skeletonpilot
- Otto Antoine (1865–1951), deutscher Maler
- Pierre-Olivier Antoine, französischer Paläontologe
- Roger Antoine (1921–2003), französischer Basketballspieler
- Sandisha Antoine (* 1991), lucianische Dreispringerin
- Tassilo Antoine (1895–1980), österreichischer Mediziner und Hochschullehrer
- Vinessa Antoine (* 1983), kanadische Schauspielerin